# Şişli
Şişli là một huyện thuộc tỉnh İstanbul, Thổ Nhĩ Kỳ. Huyện có diện tích 35 km² và dân số thời điểm năm 2007 là 314684 người, mật độ 8991 người/km².